# ان‌جی‌سی ۲۸۲
ان‌جی‌سی ۲۸۲ (انگلیسی: NGC 282) نام یک کهکشان در صورت فلکی ماهی است.